# Museo del Erotismo y de la Mitología
El Museo del Erotismo y de la Mitología - MEM está ubicado en el distrito de Sablon, en Bruselas. Presenta una visión general del arte erótico desde la Antigüedad hasta nuestros días. Las obras provienen de la colección privada del doctor Guy Martens. El museo abrió sus puertas el 14 de febrero de 2012, coincidiendo con el día de San Valentín. 